# Copelatus posticatus
Genre
Synonymes
- Colymbetes elegans
- Colymbetes multistriatus
- Copelatus signatus
- Dytiscus posticatus

Copelatus posticatus est une espèce d'insectes coléoptères aquatiques de la famille des Dytiscidae et de la sous-famille des Copelatinae. Elle est trouvée aux Amériques (Nord et Sud, incluant les Caraïbes).